# Theridion pinicola
Theridion pinicola är en spindelart som beskrevs av Simon 1873. Theridion pinicola ingår i släktet Theridion och familjen klotspindlar. Inga underarter finns listade i Catalogue of Life.